# Брнович, Драголюб
Дра́голюб Брнович (серб. Драгољуб Брновић; 2 ноября 1963, Титоград, СФРЮ) — югославский футболист, полузащитник.

## Клубная карьера
Воспитанник клуба «Црвена стиена», в 1980 году он начал свою профессиональную карьеру в клубе ОФК из Титограда, который играл во второй лиге Югославии. Летом 1981 года перешёл в ведущую команду Черногории, «Будучност». Был основным игроком и играл там до конца сезона 1987/88. Затем переехал в столичный «Партизан». В 1989 году выиграл Кубок Югославии, после чего перешёл во французский «Мец». Позднее выступал за «Эргрюте» и «Арис Бонневуа».

## Карьера в сборной
В составе сборной Югославии дебютировал в матче против сборной Северной Ирландии 14 октября 1987 года. Принимал участие в олимпийском турнире 1988 года и ЧМ-1990, на обоих турнирах сыграл во всех матчах команды (3 и 5 соответственно). Всего за сборную Югославии провёл 25 матчей и забил 1 гол.

## Достижения
- Обладатель Кубка Югославии: 1989